# Antistea elegans
Het moeraskamstaartje (Antistea elegans) là một loài nhện trong họ Hahniidae.
Loài này thuộc chi Antistea. Antistea elegans được miêu tả năm 1841 bởi John Blackwall.